# Kodrič
Kodrič je 99. najbolj pogost priimek
v Sloveniji, ki ga je po podatkih Statističnega urada Republike Slovenije na dan 31. decembra 2007
uporabljalo 1.341 oseb, na dan 1. januarja 2010 pa 1.323 oseb.

## Znani nosilci priimka
- Angel Kodrič (1906—1983), politik
- Avgust Kodrič - Damjan (1908—?), politik
- Branko Kodrič (1962—2006), državni svetnik
- Dili Kodrič (1913—?), pesnica
- Dimitrij Kodrič (John D. Kodric) (*1941), slikar (Avstralija)
- Dušan Kodrič (1925—1982), gospodarstvenik in politik
- Eva Kodrič Dačić (*196?), bibliotekarka
- Franc Kodrič, kulturni delavec
- Igor Kodrič, zdravnik
- Jana Kodrič, klinična psihologinja
- Janez Kodrič (1897—1942), slovenski duhovnik, mučenec
- Iztok Kodrič (*1956), glasbenik čelist
- Lidija Kodrič (1919—1944), smučarka in partizanka
- Lidija Kodrič (*1944), pevka zabavne glasbe
- Majda Kodrič (*1958), šolnica, zgodovinarka
- Marija Kodrič (s. Smiljana) (1911—1997), agronomka (šolska sestra)
- Martin Kodrič (*1970), šahist
- Miko Kodrič, inženir, družbeni delavec
- Miloš Kodrič (1928—1978), agronom, vrtnar, politični in kuturni delavec
- Miro V. Kodrič, radijski in televizijski ustvarjalec
- Mitja Kodrič - Mičo (*1990), deskar na snegu
- Nejc Kodrič, računalnikar (kriptovalute)
- Neli Kodrič Filipič (*1964), mladinska pisateljica
- Nina Kodrič, flavtistka
- Ravel Kodrič (*1951), politik, športni delavec, glasbenik, zgodovinski raziskovalec iz Trsta (delno bolgarskega rodu)
- Robert Kodrič (*1969), enigmatik
- Rudi Kodrič - Branko (1920—2006), partizanski poveljnik, generalmajor JLA, ataše, narodni heroj
- Tina Kodrič, badmintonistka
- Vihra Kodrič (*1952), pianistka iz Trsta (delno bolgarskega rodu)
- Vladimir (Mirko) Kodrič (1898—1976), šolnik, publicist
- Zdenko Kodrič (*1949), novinar in pisatelj